# Gerhard Leijoncrantz
Gerhard Leijoncrantz, tidigare von Lengerken, född 1631 i Göteborg, död maj 1684, var en svensk ämbetsman.

## Biografi
Gerhard Leijoncrantz föddes 1631 i Göteborg. Han var son till rådmannen Jürgen von Lengerken och Cecilia Krakow. Leijoncrantz  blev 18 juli 1650 stadssekreterare i Göteborgs stad och 1653 byggningskollegiipresident. Han adlades 3 januari 1660 till Leijoncrantz och introducerades samma år i Sveriges Riddarhus som nummer 658. Leijoncrantz blev 22 januari 1677 burggreve i Göteborg. Han slöt själv ätten när han avled i maj 1684.

### Egendom
Leijoncrantz ägde Hellerup i Ljungby socken.

### Familj
Leijoncrantz gifte sig första gången 14 augusti 1653 med Brita Norfelt (1637–1665), dotter till burggreven Israel Norfelt i Göteborg och Armika Sittman. De fick tillsammans barnen Armika Leijoncrantz (död 1718) som var gift med överstelöjtnanten Magnus Gripenwaldt, Ebba Emerentia Leijoncrantz (1657–1717) som var gift med landshövdingen Anders Leijonhielm i Jönköpings län, Cecilia Leijoncrantz som var gift med kaptenen Johan Rudebeck och ryttmästaren Jöns Gyllenskog, Maria Leijoncrantz (1663–1740) som var gift med lagmannen Olof Silnecker och överstelöjtnanten Jurgen Vilhelm Muhl, kornetten Carl Leijoncrantz (död 1684) och Anna Leijoncrantz (död före 1684).
Leijoncrantz gifte sig andra gången med Elisabet Markusdotter, dotter till kamreren Markus Lauritzson. Hon var änka efter inspektorn Mikael Wernle.
Leijoncrantz gifte sig tredje gången med Brita Olofsdotter. Hon var änka efter rådsherren Arvid Gudmundsson i Göteborg.